# Лужани-Босански
Лужани-Босански (серб. Лужани Босански) — населенный пункт (деревня) в общине Дервента, который принадлежит энтитету Республике Сербской, Босния и Герцеговина. По результатам югославской переписи населения 1991 года в Лужани-Босанских проживало 786 человека.

## Население
В населении деревни преобладают сербы.
| 1961                           | 1971 | 1981 | 1991 | - | - | - |
| ------------------------------ | ---- | ---- | ---- | - | - | - |
| 708                            | 754  | 774  | 786  | - | - | - |
| Гистограмма динамики населения |      |      |      |   |   |   |

### Национальный состав
1991 год:
- Сербы — 592 человека (75,31 %)
- Хорваты — 149 человек (18,95 %)
- Югославы — 34 человека (4,32 %)
- Мусульмане — 1 человек (0,12 %)
- Другие — 10 человек (1,27 %)